# La Closerie des Lilas
 (mars 2015).
Si vous disposez d'ouvrages ou d'articles de référence ou si vous connaissez des sites web de qualité traitant du thème abordé ici, merci de compléter l'article en donnant les références utiles à sa vérifiabilité et en les liant à la section « Notes et références ».
La Closerie des Lilas est un restaurant, une brasserie et un bar du quartier Notre-Dame-des-Champs dans le 6e arrondissement de Paris, établi à l'extrémité orientale du boulevard du Montparnasse, au no 171, dans un immeuble faisant angle avec les nos  20, avenue de l'Observatoire et 128, rue Notre-Dame-des-Champs.
Cet ancien café de boulevard transformé en restaurant gastronomique tient son nom de l'ancien bal de la Closerie des Lilas (1847-1940), mieux connu sous le nom de bal Bullier, exploité en face sur le côté oriental du carrefour de l'Observatoire, avec lequel il ne faut pas le confondre.
Avec Le Dôme, La Rotonde, Le Select, et La Coupole, tous situés boulevard du Montparnasse, La Closerie des Lilas est l'un des cafés d'artistes et d'intellectuels (surnommés « les Montparnos ») qui animent, surtout dans la première moitié du XXe siècle, la vie de Montparnasse, autour du carrefour Vavin, l’actuelle place Pablo-Picasso à la gare de Port-Royal.

## Histoire
Au début des années 1860, le café de La Closerie des Lilas est le lieu de réunion des « intransigeants », un groupe de peintres sortant de l'atelier de Charles Gleyre à l'École des beaux-arts de Paris, et comprenant Bazille, Renoir, Monet et Sisley, bientôt rejoints par Pissarro, qui deviendront les impressionnistes. On y rencontre aussi Émile Zola, Paul Cézanne, Théophile Gautier, Charles Baudelaire et les frères Jules et Edmond de Goncourt.
Voisin immédiat du bal Bullier, un relais de poste devient le lieu de rassemblement des gens qui viennent au bal. En 1883, ce relais s'entend avec les héritiers de François Bullier et l'établissement est rebaptisé La Closerie des Lilas devenu le rendez-vous des artistes de tous horizons. 

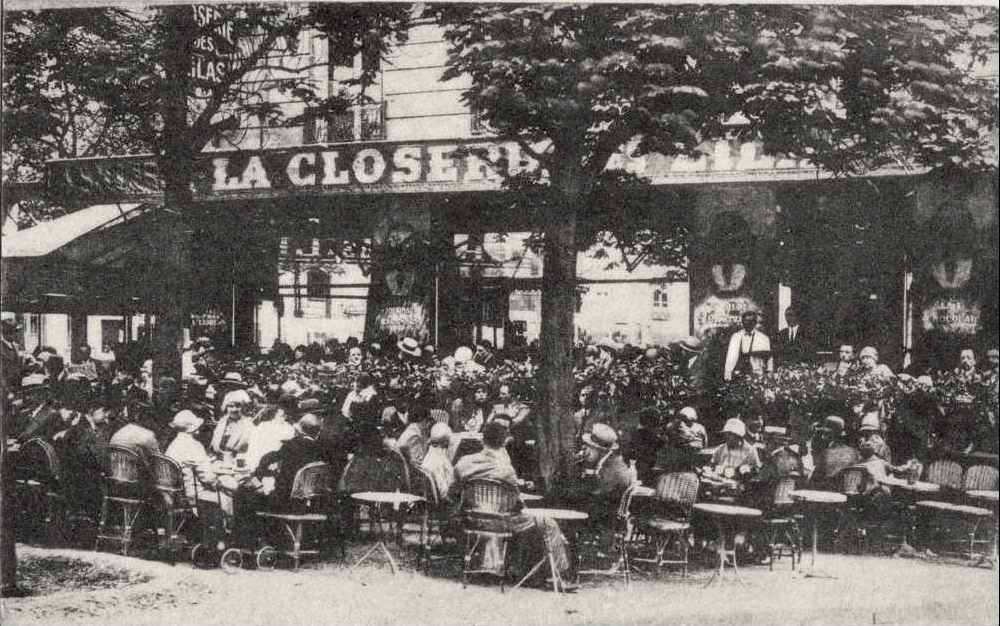
La Closerie des Lilas, en 1909.

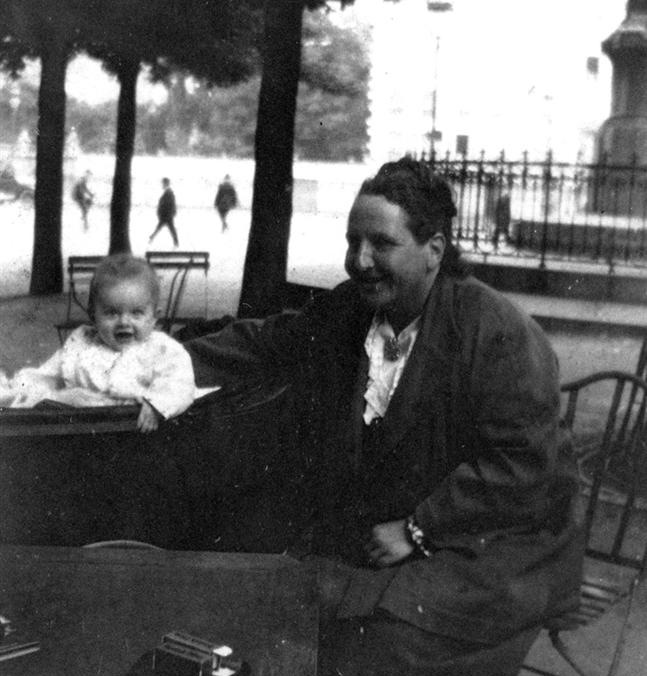
Gertrude Stein et Jack Hemingway en 1924.

Au début du XXe siècle, succédant à Paul Verlaine, autre habitué du lieu, Paul Fort, vient y disputer des parties d'échecs avec Lénine et s'y réunir avec ses amis hommes de lettres, Guillaume Apollinaire ou Alfred Jarry. Le critique dramatique Paul Gordeaux, accompagné de son épouse Amable, en sortant du théâtre y écrit son article sur un coin de table avant de rejoindre le marbre de France-Soir.
Les peintres du Bateau-Lavoir, comme Edmond-Marie Poullain, fréquentent également le célèbre établissement. Les « Mardis de la Closerie » deviennent un fameux rendez-vous intellectuel.

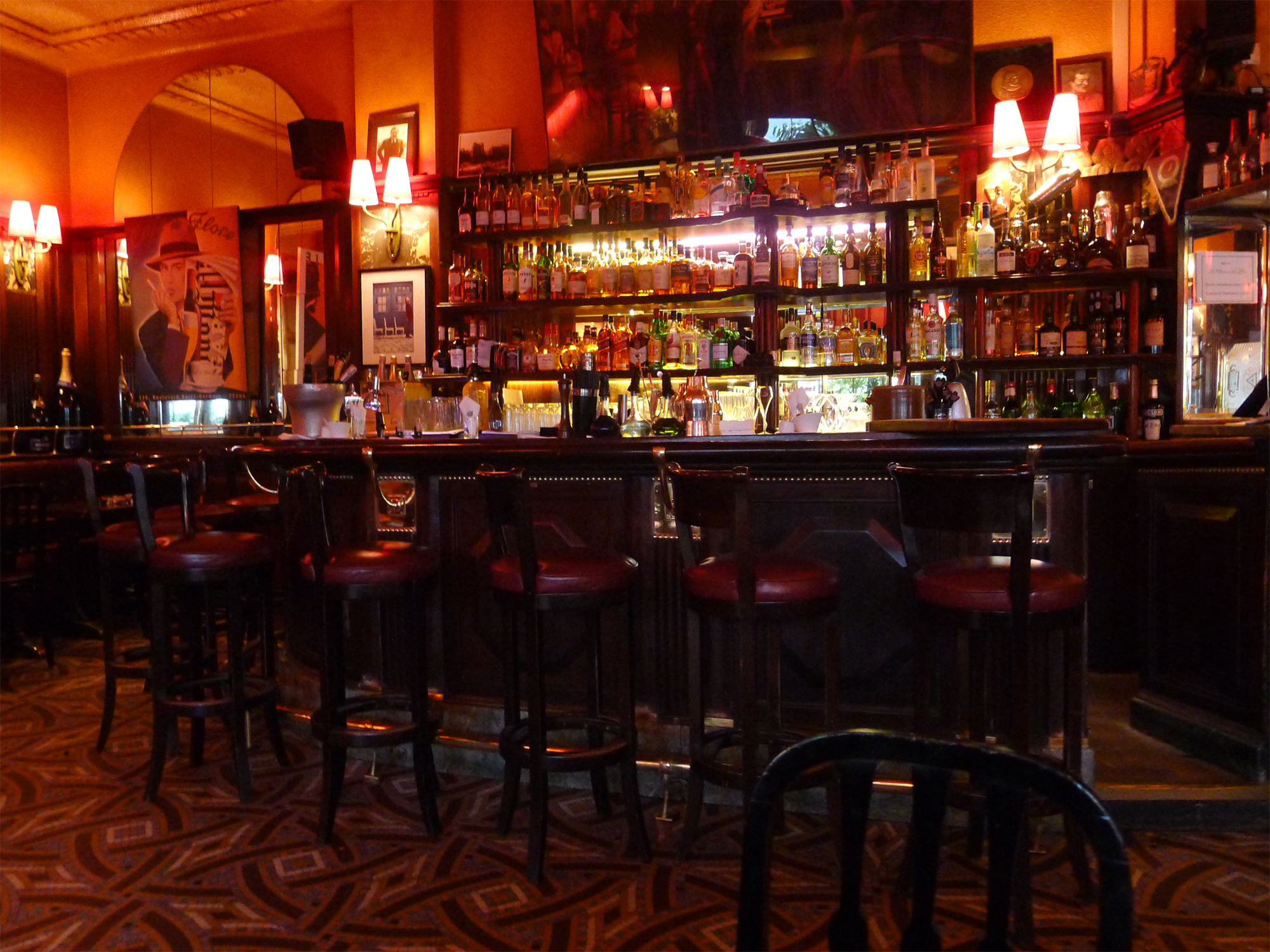
Le bar de La Closerie des Lilas.

La Closerie, dont la vie nocturne est passée dans la légende, devient un des hauts lieux de l'intelligentsia américaine : Ernest Hemingway, Francis Scott Fitzgerald, Henry Miller… font la réputation de Montparnasse. C'est à la terrasse de La Closerie que Fitzgerald fait lire le manuscrit de Gatsby le Magnifique à Hemingway.
Amedeo Modigliani, Germaine Tailleferre, Paul Fort, André Breton, Louis Aragon, Kees van Dongen, Pablo Picasso, Jean-Paul Sartre, André Gide, Paul Éluard, Oscar Wilde, Samuel Beckett, Man Ray, Ezra Pound ou, plus récemment, Jean-Edern Hallier, ont également fréquenté La Closerie des Lilas. 
Depuis 1980, une grande toile de l'artiste plasticien Jean-Claude Meynard, intitulée Closing Time surplombe le bar de La Closerie des Lilas. Elle représente des noctambules accoudés à un bar — le bar de la Closerie — dont le galériste parisien Jean-Pierre Lavignes.
La Closerie des Lilas appartient, depuis 1997, à la famille Siljegovic, propriétaire également du Café de Flore. 
Renaud fait l'éloge de ce célèbre bar parisien dans sa chanson À la Close, tirée de son album Rouge Sang, établissement qu'il fréquente pendant sa dépression et où il rencontre sa future épouse, Romane Serda.
Ce site est desservi par la ligne 4 à la station de métro Vavin, et la gare de Port-Royal de la ligne B du RER.

## La Closerie des Lilas et la littérature aujourd'hui
La Closerie des Lilas est riche d'une importante histoire liée à la littérature. Ce lien perdure aujourd'hui encore à travers le Prix de la Closerie des Lilas . Depuis 2007, ce prix littéraire couronne une romancière de langue française dont l’ouvrage paraît à la rentrée de janvier . Le jury permanent est composé des six cofondatrices : Emmanuelle de Boysson, Carole Chrétiennot, Adélaïde de Clermont-Tonnerre, Stéphanie Janicot, Jessica Nelson et Tatiana de Rosnay.
Par ailleurs, le jury du Prix du livre incorrect se réunit, au début de chaque année, à La Closerie des Lilas.

## Films tournés à laCloserie des Lilas
- 1975 : Le Vieux Fusil de Robert Enrico : la scène de la rencontre entre Romy Schneider et Philippe Noiret
- 1978 : Et vive la liberté ! de Serge Korber, avec Les Charlots
- 2008 : Sagan de Diane Kurys
- 2016 : Ouvert la nuit d'Édouard Baer
- 2021 : Adieu Paris d'Édouard Baer

## Clips tournés à laCloserie des Lilas
- 2022 : Si tu me payes un verre de Renaud